# فرانك بيتي
فرانك بيتي (بالإنجليزية: Frank Beattie)‏ هو مدرب كرة قدم ولاعب كرة قدم بريطاني، ولد في 17 أكتوبر 1933 في إستيرلينغ في المملكة المتحدة، وتوفي في 19 نوفمبر 2009. لعب مع نادي كيلمارنوك.